# Hyperythra decolor
Hyperythra decolor är en fjärilsart som beskrevs av W. Warren 1904. Hyperythra decolor ingår i släktet Hyperythra och familjen mätare. Inga underarter finns listade i Catalogue of Life.